# انجمن مهندسان مکانیک آمریکا
انجمن مهندسان مکانیک آمریکا (به انگلیسی: American Society of Mechanical Engineers) و به اختصار ASME، یک انجمن علمی مهندسی با تمرکز در زمینهٔ مهندسی مکانیک است.
این انجمن در سال ۱۸۸۰ برای تدوین استاندارد دیگ‌های بخار بنیان گذاشته شد. امروزه این مؤسسه در راستای اهدای کمک مالی، برای توسعه تکنولوژی و توسعه نیروی انسانی به منظور بهبود افزایش کیفیت زندگی بشر فعال می‌باشد. این مؤسسه یکی از بزرگ‌ترین ناشران مجلات علمی و تخصصی می باسد و همه ساله تعداد زیادی همایش تخصصی و حرفه‌ای در زمینه‌های مختلف مهندسی مکانیک برگزار می‌کند. ASME بیش از ۱۳۰٬۰۰۰ نفر عضو در ۱۵۸ کشور دنیا دارد.

## استانداردها
انجمن مهندسان مکانیک آمریکا یکی از قدیمی‌ترین سازمان‌هایی است که دست به تدوین استاندارد زد. این انجمن بالغ بر ۶۰۰ استاندارد و آیین‌نامه نوشته‌است، شامل استانداردهایی در زمینه دیگ بخار و مخازن تحت فشار، آسانسورها، اندازه‌گیری جریان سیالات در کانال‌های بسته، جرثقیل‌ها، ابزار دستی و ماشینی.